# Hipposideros armiger
L'ipposidero dell'Himalaya (Hipposideros armiger Hodgson, 1835) è un pipistrello della famiglia degli Ipposideridi diffuso nel Subcontinente indiano e nell'Ecozona orientale.

## Descrizione

### Dimensioni
Pipistrello di grandi dimensioni, con la lunghezza della testa e del corpo tra 80 e 110 mm, la lunghezza dell'avambraccio tra 82 e 103 mm, la lunghezza della coda tra 48 e 70 mm, la lunghezza del piede tra 13 e 17 mm, la lunghezza delle orecchie tra 25 e 35 mm e un peso fino a 67 g.

### Aspetto
La pelliccia è lunga e soffice. Le parti dorsali sono bruno-grigiastre scure, mentre le parti ventrali sono talvolta più chiare. Le orecchie sono grandi, larghe e con una concavità sul bordo posteriore appena sotto la punta arrotondata. La foglia nasale presenta una porzione anteriore priva di un incavo centrale e con quattro fogliette supplementari su ogni lato, delle quali la più esterna è distintamente più piccola delle altre, un setto nasale non eccessivamente rigonfio, una porzione intermedia con una protuberanza centrale ben sviluppata, ricoperta di numerose vibrisse e con la superficie superiore ondulata, una porzione posteriore con tre setti che la dividono in quattro celle indistinte. Vicino ad ogni occhio è presente una grossa massa carnosa. Nei maschi è inoltre presente una fossetta frontale dalla quale fuoriesce un ciuffo di peli nerastri. Le membrane alari sono marroni scure o nerastre. La coda è lunga e si estende leggermente oltre l'ampio uropatagio. Il primo premolare superiore è piccolo, talvolta assente e situato fuori la linea alveolare. 

### Ecolocazione
Emette ultrasuoni ad alto ciclo di lavoro sotto forma di impulsi di breve durata a frequenza costante compresa tra 67,4 e 69,4 kHz in Cina e 74,1 kHz in India.

## Biologia

### Comportamento
Si rifugia in grandi colonie all'interno di grotte solitamente insieme ad altri pipistrelli, in particolare del genere Rhinolophus. Si trova anche nei fabbricati. L'attività predatoria inizia al tramonto.

### Alimentazione
Si nutre di grossi insetti come coleotteri, lepidotteri, imenotteri e ditteri. Utilizza la tecnica dell'appostamento su di un tronco dell'albero, dove scansiona l'ambiente circostante attraverso gli ultrasuoni alla ricerca delle prede, che dopo essere state catturate in volo, tra la vegetazione o al suolo, vengono divorate nuovamente sul posatoio.

### Riproduzione
Si riproduce una volta l'anno, solitamente alla fine dell'estate. Danno alla luce due piccoli alla volta.

## Distribuzione e habitat
Questa specie è diffusa nel Subcontinente indiano, nella Cina meridionale ed Indocina.
Vive nelle foreste, foreste montane, boschi di bambù e in giardini e parchi cittadini principalmente tra 1.000 e 2.031 metri di altitudine, ma talvolta anche a quote più basse.

## Tassonomia
Sono state riconosciute 4 sottospecie:
- H.a.armiger: Stati indiani dell'Assam, Manipur, Meghalaya, Sikkim, Uttaranchal e West Bengal, Nepal; province cinesi dello Jiangxi, Zhejiang, Guangdong, Hong Kong, Macao, Guangxi, Hainan, Hunan, Jiangsu, Anhui, Yunnan, Sichuan, Shaanxi, Guizhou; Myanmar, Thailandia, Laos, Cambogia, Penisola malese;
- H.a.fujianensis (Zhen, 1987): Provincia cinese del Fujian;
- H.a.terasensis (Kishida, 1924): Taiwan;
- H.a.tranninhensis (Bourret, 1942): conosciuto soltanto attraverso due individui catturati nel Laos settentrionale.

## Conservazione
La IUCN Red List, considerato il vasto areale, la popolazione presumibilmente numerosa e la presenza in diverse aree protette, classifica H.armiger come specie a rischio minimo (Least Concern)).